# 魯文公
魯文公（？—前609年），姬姓，名興，為春秋諸侯國魯國君主之一，是魯國第十九任君主。他為魯公兒子，承襲釐公擔任該國君主，在位18年。
在位期間執政為孟穆伯、东门襄仲、叔孫庄叔、季文子、臧文仲。
- 前618年（魯文公九年），周襄王病逝，周朝王室財政窘迫，無法安葬襄王，周頃王只得派毛伯衛向魯國討錢。後來魯文公派使者送錢到都城，才安葬了周襄王。

魯文公逝世后，与前代鲁国君主类似，按照埋葬周天子的礼仪法规安葬于阚城。所在即鲁九公墓:89，在今济宁市境内。

## 家庭
- 正妃，齐女出姜，生公子惡與公子视。
- 次妃，敬嬴。

### 子
| 通稱   | 姓 | 氏   | 名 | 字 | 母   | 諡 | 封地 |
| ------ | -- | ---- | -- | -- | ---- | -- | ---- |
| 公子惡 | 姬 |      | 惡 |    | 出姜 |    |      |
| 公子视 | 姬 |      | 视 |    | 出姜 |    |      |
| 魯宣公 | 姬 |      | 倭 |    | 敬嬴 | 宣 | 魯國 |
| 叔肸   | 姬 | 子叔 | 肸 |    | 敬嬴 | 惠 |      |